# Букарам, Марта
Марта Букарам Ортис (исп. Martha Bucaram Ortiz; 12 октября 1941, Гуаякиль — 24 мая 1981, Селиса, Лоха, Эквадор) — первая леди Эквадора (10 августа 1979 — 24 мая 1981), супруга президента Хайме Рольдоса Агилера, юристка, феминистка.

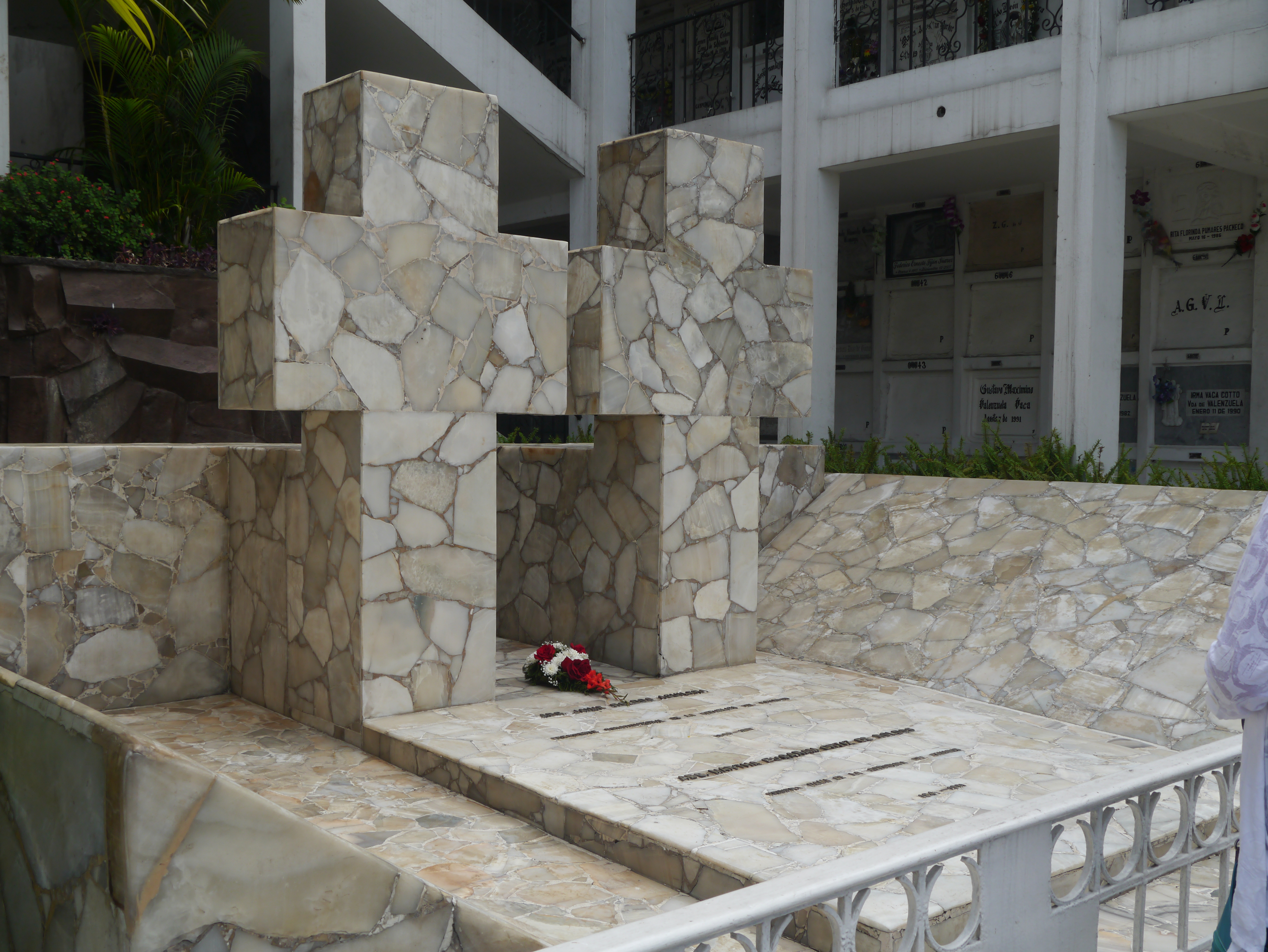
Могилы Марты Букарам и Хайме Рольдоса в Гуаякиле

## Биография
Родилась в семье ливанских иммигрантов. Сестра Абдалы Букарама, президента Эквадора в 1996—1997 годах, племянница политика и предпринимателя Асада Букарама. 
В 1962 году вышла замуж за Хайме Рольдоса Агилера, родила в браке троих детей. Став первой леди Эквадора, заняла традиционную должность президента Национального института по делам детей и семьи. Сопровождала мужа на официальных и торжественных мероприятиях.
Будучи феминисткой, боролась за внесение изменений в Гражданский кодекс Эквадора, которые расширили бы роль женщин в эквадорском обществе. В качестве первой леди в 1980 году участвовала в создании Управления по делам женщин при президенте.
24 мая 1981 года самолёт, на котором летел Рольдос с целью почтить павших в войне Пакиша, разбился на высоте 2360 метров в горах Уайрапунго («ворота ветров» в кечуа) в провинции Лоха. Погибли все пассажиры: жена Рольдоса Марта Букарам, министр обороны Марко Субиа Мартинес с женой, двое военных офицеров и пятеро других их спутников. Тела жертв были сожжены до неузнаваемости. Их смерть в авиакатастрофе породила обвинения в том, что президент оказался жертвой тайного заговора.